# Télapuk
A  Télapuk (eredeti cím: The Santa Clauses) 2022-től vetített amerikai vígjátéksorozat Jack Burditt rendezésében, amelynek alapja az 1994-ben indult Télapu-trilógia. A sorozat a Télapu 3. – A szánbitorló című film közvetlen folytatása, főszereplői Tim Allen és Elizabeth Mitchell, akik visszatérnek korábbi szerepükben az eredeti filmekből. Új szereplőként tűnik fel Austin Kane, Matilda Lawler, Devin Brigh és Elizabeth Allen-Dick.
Az Amerikai Egyesült Államokban és Magyarország 2022. november 16-án mutatta be a Disney+.
2022 decemberében berendelték a második évadot.

## Ismertető
Scott Calvin a 65. születésnapja küszöbén áll, és rájön, hogy nem lehet örökké Télapu. Egyre nehezebben tud lépést tartani télapói feladataival, és ami még fontosabb, van egy családja, akiknek jól jönne egy normális élet, különösen két fia miatt, hisz az egyik az Illinois állambeli Lakeside-ban nőtt fel, a másik pedig az Északi-sarkon. Mivel rengeteg manónak, gyereknek és családnak kell megfelelnie, Scott elhatározza, hogy megkeresi a megfelelő Télapu-utódot, miközben felkészíti a családját egy új kalandra, a sarkvidékről délre eső életre.

## Szereplők

### Főszereplők
| Szereplő                       | Színész              | Magyar hang                                  | Leírás | Évad |
| ------------------------------ | -------------------- | -------------------------------------------- | --- | ---- |
| Scott Calvin / Télapu          | Tim Allen            | Forgács Péter                                | A jelenlegi Télapó, Carol férje, Charlie, Buddy és Sandra apja.                                               | 1–2  |
| Carol Calvin / Télanyu         | Elizabeth Mitchell   | Tóth Ildikó (1. évad) Györgyi Anna (2. évad) | A jelenlegi Télanyó, Scott felesége, Sandra és Buddy anyja.                                                   | 1–2  |
| Buddy "Cal" Calvin-Claus       | Austin Kane          | Pál Dániel Máté                              | Scott legkisebb fia, Carol egyetlen fia, Sandra bátyja és Charlie féltestvére, aki saját útjára akar lépni.   | 1–2  |
| Sandra Calvin-Claus            | Elizabeth Allen-Dick | Engel-Iván Lili                              | Scott és Carol legkisebb gyermeke, Buddy nővére és Charlie féltestvére.                                       | 1–2  |
| Betty                          | Matilda Lawler       | Dolmány-Bogdányi Korina                      | Télapu főmanója és Noel felesége.                                                                             | 1–2  |
| Noel                           | Devin Bright         | Kelemen Noel                                 | Télapu jobbkeze és Betty férje.                                                                               | 1–2  |
| Simon Choksi                   | Kal Penn             | Welker Gábor                                 | Játékfeltaláló, termékfejlesztő és egyedülálló apa, aki arra törekszik, hogy ő legyen a következő Jeff Bezos. | 1    |
| Grace Choksi                   | Rupali Redd          | Clemann Sánta Zoé                            | Simon jószívű lánya.                                                                                          | 1    |
| Magnus Antas / Az őrült Télapó | Eric Stonestreet     | Kerekes József                               | Egy több-százéves Télapó, aki bosszút akar állni az emberiségen és a manókon.                                 | 2    |
| Kris Kringle                   | Gabriel Iglesias     | Elek Ferenc                                  | Egy karácsonyi vidámpark tulajdonosa, aki Magnus Antas kényszeres segítőjévé válik.                           | 2    |

### Mellékszereplők
| Szereplő       | Színész           | Magyar hang                                | Leírás | Évad |
| -------------- | ----------------- | ------------------------------------------ | --- | ---- |
| Edie           | Isabella Bennett  | Hegedűs Johanna                            | Manó az Északi-sarkon, aki rendszeresen átnézi a listát a Télapuval, hogy a jó gyerekek megkapják karácsonykor, amit szeretnének. Edie a rosszcsont gyerekek szószólója is. | 1–2  |
| Crouton        | Sasha Knight      | Bősz Mirkó (1. évad) Rostás Ábel (2. évad) | Manó az Északi-sarkon, aki a Télapunak segít. | 1–2  |
| Hugo           | Izaac Wang        | Gáll Dávid                                 | Manó az Északi-sarkon, aki segít működtetni a gépezetet, amely a Télaput felügyeli, miközben karácsony esti kiszállításait végzi.                                           | 1–2  |
| La Befana      | Laura San Giacomo | Szabó Gabi                                 | Az olasz népmesékben szereplő jóságos boszorkány, aki az Északi-sarkon él.                                                                                                  | 1–2  |
| Gary           | Liam Kyle         | Jankovics Pongrác                          | Az Elit Kommanó vezetője, akik az Északi-sark biztonságáért felelnek. | 1–2  |
| Charlie Calvin | Eric Lloyd        | Szalay Csongor                             | Scott legidősebb fia az előző házasságából, Carol mostohafia, valamint Buddy és Sandra apai féltestvére.                                                                    | 1    |
| Sarah          | Casey Wilson      | Szentesi Dorottya                          | Kislány, akivel Scott először találkozott Télapuként, ám azóta felnőtt. | 1    |
| Bernard        | David Krumholtz   | Hamvas Dániel                              | Egykori főmanó, aki segített Scottnak Télapuvá válni. Azóta elhagyta az Északi-sarkot és most az emberek között él.                                                         | 1    |
| "17-es" Télapó | Jim O'Heir        | Törköly Levente                            | Scott elődje, aki az eredeti filmben leesett a háztetőről és eltűnt, így Scott vette át a helyét.                                                                           | 1    |
| Kupidó         | Kevin Pollak      | Kapácsy Miklós                             | A Legendás Alakok Tanácsának tagja, a Valentin-nap őrzője. | 2    |
| Álommanó       | Michael Dorn      | Schneider Zoltán                           | A Legendás Alakok Tanácsának tagja, az álmok őrzője. | 2    |

### Magyar változat
- Magyar szöveg: Kusz Viktória (1. évad), Gajdos Eszter (2. évad)
- Dalszöveg: Nádasi Veronika
- Hangmérnök: Simkó Ferenc (1. évad), Mihályfi Kristóf (2. évad)
- Vágó: Simkóné Varga Erzsébet
- Gyártásvezető: Kincses Tamás (1. évad), Cabello-Colini Borbála (2. évad)
- Szinkronrendező: Bercsényi Péter
- Produkciós vezető: Hagen Péter

A szinkront a Pixelogic Mediával együttműködésben a Mafilm Audio Kft. készítette.

## Évados áttekintés
| Évad | Évad | Epizódok | Eredeti sugárzás   | Eredeti sugárzás   | Magyar sugárzás    | Magyar sugárzás    |
| Évad | Évad | Epizódok | Évadpremier        | Évadfinálé         | Évadpremier        | Évadfinálé         |
| ---- | ---- | -------- | ------------------ | ------------------ | ------------------ | ------------------ |
|      | 1    | 6        | 2022. november 16. | 2022. december 14. | 2022. november 16. | 2022. december 14. |
|      | 2    | 6        | 2023. november 8.  | 2023. december 6.  | 2023. december 13. | 2023. december 13. |

## Epizódok

### 1. évad (2022)
| Sor. | Év. | Cím                                                                                         | Rendező                 | Író                                                   | Premier            |
| ---- | --- | ------------------------------------------------------------------------------------------- | ----------------------- | ----------------------------------------------------- | ------------------ |
| 1.   | 1.  | Első fejezet: Karácsony mehet (Chapter One: Good to Ho)                                     | Jason Winer             | Jack Burditt                                          | 2022. november 16. |
| 2.   | 2.  | Második fejezet: A szekesszusz záradék (Chapter Two: The Secessus Clause)                   | Jason Winer             | Katy Colloton és Katie O'Brien                        | 2022. november 16. |
| 3.   | 3.  | Harmadik fejezet: A rendetlen rengetegben (Chapter Three: Into the Wobbly Wood)             | Charles Randolph-Wright | Kevin Hench                                           | 2022. november 23. |
| 4.   | 4.  | Negyedik fejezet: Le a cipőt az ágyról záradék (Chapter Four: The Shoes Off the Bed Clause) | Charles Randolph-Wright | Ari Berkowitz és Alison Bennett                       | 2022. november 30. |
| 5.   | 5.  | Ötödik fejezet: Bejgliverzum (Chapter Five: Across the Yule-Verse)                          | Katie Locke O'Brien     | Eugene Garcia-Cross, Hayley Frazier és Emalee Burditt | 2022. december 7.  |
| 6.   | 6.  | Hatodik fejezet: Egy emlékezetes Karácsony (Chapter Six: A Christmas to Remember)           | Katie Locke O'Brien     | Hayley Frazier és Emalee Burditt                      | 2022. december 14. |

### 2. évad (2023)
| Sor. | Év. | Cím                                                                                           | Rendező                 | Író                                   | Premier                               |
| ---- | --- | --------------------------------------------------------------------------------------------- | ----------------------- | ------------------------------------- | ------------------------------------- |
| 7.   | 1.  | Hetedik fejezet: A Világi vakáció záradék (Chapter Seven: The Kribble Krabble Clause)         | Jason Winer             | Jack Burditt                          | 2023. november 8. 2023. december 13.  |
| 8.   | 2.  | Nyolcadik fejezet: Pihe (Chapter Eight: Floofy)                                               | Jason Winer             | Jack Burditt                          | 2023. november 8. 2023. december 13.  |
| 9.   | 3.  | Kilencedik fejezet: Nincs varázslás az asztalnál (Chapter Nine: No Magic at the Dinner Table) | Katie Locke O'Brien     | Camille Patrao és Eugene Garcia-Cross | 2023. november 15. 2023. december 13. |
| 10.  | 4.  | Tizedik fejezet: Csoda a Holt-patak úton (Chapter Ten: Miracle on Dead Creek Road)            | Katie Locke O'Brien     | Katy Colloton és Jack Burditt         | 2023. november 22. 2023. december 13. |
| 11.  | 5.  | Tizenegyedik fejezet: B-E-T-T-Y (Chapter Eleven: B-E-T-T-Y)                                   | Charles Randolph-Wright | Emalee Burditt és Hayley Frazier      | 2023. november 29. 2023. december 13. |
| 12.  | 6.  | Tizenkettedik fejezet: Wanga Banga Langa (Chapter Twelve: Wanga Banga Langa)                  | Charles Randolph-Wright | Vali Chandrasekaran                   | 2023. december 6. 2023. december 13.  |

## A sorozat készítése
2022 januárjában jelentették be, hogy egy limitált sorozat készül, amely a Télapu című filmek folytatásaként szolgál majd, és amelyben Tim Allen ismét szerepet kap, emellett pedig vezető producerként is tevékenykedik. Az eredetileg "The Clauses" munkacímet viselő projektet a Disney+ exkluzív streaming kiadásának szándékával fogalmazták meg. Jack Burditt a showrunner és vezető producer, míg Jason Winer az vezető produceri szerep mellett rendezőként is tevékenykedik majd.

### Forgatás
A sorozat forgatása 2022 márciusában kezdődött Los Angelesben. A forgatás 2022 júniusában fejeződött be.